# Qステア
Qステア（キューステア）は、タカラトミーより2006年9月を皮切りに順次発売されている赤外線リモートコントロールの自動車模型。チョロQをモチーフとし、大きさ的にもチョロQとほぼ同サイズを実現している。

## 概要
超小型・超高性能のS-techシャーシが最大の特徴で、基本的に全車種共通の動力性能となっているが、モーターとギアにはハイスピード版も用意されている。車種によってはドリフト走行や「ノコノコ走行」（車体が上下に動く）するための特別な後輪パーツが同梱されているものもあり、これを既存車種に取り付けて遊ぶことも可能である。
チョロQと同じ3～4cm四方のシャーシに、ステアリング機構・サスペンション・モーター・コントロール基盤などを内蔵している。バンドはA～Dの4種類あり、最大で4台での同時走行が楽しめる。ただし車種側で選択できるバンドは1車種につき2バンド（A/BもしくはC/Dの切り替え）にしか対応していないため、同じバンド選択グループの車種の場合は同時に2台しか走らせることができない。4台同時に走らせるためにはそれぞれ2台ずつ別のバンドグループに属する車種を選択する必要がある。
Qステアは小型玩具であり、ボタン型電池を利用するため、部品誤飲事故防止の観点から対象年齢は8歳以上とされており、同梱の取扱説明書には「3歳未満のお子様には絶対に与えないで下さい」と明記されている。それでも外れやすい構造（メンテナンスとチューンアップのため）の後輪パーツには「のみこみ防止コーティング」が施され、舐めると苦味を感じるようになっている。
このシリーズの技術は後にチョロQハイブリッド!でも大幅に改良されて採用し、ゼンマイタイプとは別のリモコンタイプとして使われるようになった。

### コントローラー
コントローラも手の中に収まるほど小さく、俗にいう「マッチ箱の大きさ」で、上部に赤外線発光ダイオードが埋め込まれている。左側に前進・後退、右側にステアリングを切るためのボタンがついている。右上部にはダッシュボタンがあり、スピードを変えることができる。電池は裏側にネジ止めされている蓋を外すと交換できるが、このネジは精密ドライバーないし「眼鏡用ドライバー」を使わないと回せない小さなものである。側面にはストラップ取り付け用の穴が開いている。
また、下部にはQステア本体のバンドを切り替えたり、電池交換の際に必要なアジャスタースティックが内蔵されている。なお、コントローラの方は本体と違いA～Dの全てのバンドに対応している。コントローラはスターターセット及びレーシングセットにのみ付属で、車両単品には付属しない。コントローラは専用のコントロールアプリをダウンロードすれば携帯電話でも代用可能で、現在はDoCoMoとauの機種でダウンロードが可能である。しかしながら操作性はお世辞にも良いとは言えず、スターターセットのコントローラを素直に使ったほうが無難である。
電池は車両、コントローラ共にLR44を2個ずつを使用する（一部はその限りではない）。

### ラインナップと生産ライン
14種発売したところでラインナップを更新する。これは生産ラインの都合らしく、前ラインナップであまり人気の無かった車種を上書き入れ替えするようなかたちで更新される。
更新後は前の車種の再生産は今のところ不明で、チョロQシリーズで生まれたコレクション性に近い傾向も見られる。

## ラインナップ
車種名後の（A/B）または（C/D）は対応バンド

### スターターセット（QSSシリーズ）
- 車両+コントローラのセット。ボタン電池も付属しており、買ったその日に箱から出してすぐ遊べる。紙製の「てづくりパイロン」が付属するが、商品によって箱内に入っているものと、箱の内側に印刷されているものがある。
- Qステアは実際に手に取り走行させてみると、シャシーやサス等、命名されている各種機能の他に、コストダウンを意識しながらも外見はチョロQと全く同じ等、全体的に非常に凝った造りになっている。
- また、ステアと加速は運転操作そのものでの微調整こそ利かないが、コントローラーには直進、右左折の微調整トリムが付いている。また、タイヤとホイールに微妙な隙間があり、空転しやすいようになっている。これが、「デフ」の働きをしてくれる。
- テープ等で後輪のタイヤとホイールを固定すると、アンダーステアになってしまうことからも、この「デフ」機能の効果がうかがえる。
- 全てのチョロQの車種を乗せる事こそ出来ないが、多少の加工をすればチョロQのボディを乗せ変える事も出来る。
- 「チョロQ」のタイヤと、「Qステア」のタイヤは幅、内径共に異なっており、タイヤには互換性が無い。
- 操作性の悪いと言われる携帯アプリコントローラーだが、"今日の占い"に「ひたすら勝手に走り回る」「ダンス」等が組み込まれているなど、純粋にコントローラーとしては非常に使いにくいが、「玩具」としてのお遊びが組み込まれている。
- また、アプリのコントローラー使用の場合は、携帯の電源のみで使用可であり、コントローラの電池を必要としない点はメリットと言える。

#### 発売中のラインナップ
- QSS01 スカイラインGT-R（R34）（A/B）
- QSS02 ハマーH2 （A/B）
- QSS03 インプレッサWRX （A/B）
- QSS04 フィアット500 （C/D）
- QSS05 RX-8 （C/D）
- QSS06 フェアレディZ（432Z） （C/D）
- QSS07 スカイラインGT-R（R32） （A/B）
- QSS08 ランサーエボリューションVIII （A/B）
- QSS09 コペン （A/B）
- QSS10 ボンネットバス (C/D)
- QSS11 フェアレディZ（Z33） （C/D）
- QSS12 スプリンタートレノ（AE86） （C/D）
- QSS13 スカイラインGT-R（R34）パトカー （A/B）
- QSS14 RX-7（FD） （A/B）

#### 絶版車・限定版
- QSS02　bB （A/B）
- QSS02B　ハマーH2（ブラック） （C/D）外車発売記念の初回限定版
- QSS04　スバル360 （C/D）
- QSS06　ステップワゴン （C/D）
- QSS09　トヨタ・エスティマ （A/B）
- QSS10　スズキ・ワゴンR RR (C/D)
- スバル360 （au限定カラー）（C/D）auのコントロールアプリダウンロード開始記念
- スカイラインGT-R（KPGC10）（シルバーメタリック） （A/B）スカイライン50周年記念のトリプルコラボ。4月28日、ユニクロにてTシャツとセットで販売した。
- MO7-1　ダイハツ コペン
- MO7-2　スバル360
- MO7-3　ホンダ ステップワゴン
- MO7-4　マツダ RX-8
- MO7-5　ミツビシ ランサーエボリューションⅧ
- MO7-6　日産 スカイラインGT-R(R34)
- MO7-7　スズキ ワゴンR RR
- MO7-8　トヨタ スプリンタートレノ(AE86)

上記のQステアは2007年東京モーターショー『トミカ・チョロQコーナー』で発売された限定車種。
「コペン」以外は現存（または以前現存）したQステアのカラーリングを変更し、フロントウインドウに「東京モーターショー」のロゴをプリントした。（東京モーターショーロゴはコペンにもプリントされている）

### 車両単品（QSシリーズ）
車両のみの販売。車両だけでは遊べないので他のコントローラを用意するか、もしくは携帯電話のアプリをダウンロードする必要がある。スターター第1弾の6種のカラーバリエーションの6種が発売されたが、その後の新車種発売のアナウンスなどは一切されておらず、今後のさらなる新展開があるのかは不明である。
- QS01　スカイラインGT-R（R34）NISMO Ver. （C/D）
- QS02　bBファイヤーパターン （C/D）
- QS03　インプレッサWRX（シルバー） （C/D）
- QS04　スバル360パトカー （A/B）
- QS05　RX-8 マツダスピードVer. （A/B）
- QS06　ステップワゴン郵便車 （A/B）

### レーシングセット（QSRSシリーズ）
車両+コントローラが2つずつ入ったセット。「レーシング」とあるが、車種はレーシングカーに限定されてはいない。プラスチック製のパイロンが5個付属。また、コントローラはスターターのものとボタンの色が異なる。
『ワンマットサーキットセット』の場合、車両は1台しか入っていないが、縁石・ハイスピードギアユニット・スピンタイヤユニットが2つずつと、さらにコース図が付属している。
- QSRS01　スカイラインGT選手権編
ペンズオイルスカイラインGT-R（R34）&カルソニックスカイラインGT-R（R32）
- QSRS02 インプレッサ&ランサーWRC編
インプレッサWRC2006&ランサーエボリューションWRC05タイプ
- QSRS03 緊急出動24時セット
RX-8パトカー&エスティマ救急車
- QSRS04 頭文字Dセット
AE86トレノ&RX-7
- QSRS05 ワンマットサーキットセット
カルソニックスカイラインGT-R（R34）(A/B)
- QSRS06 日産・GT-Rレースカーセット
モチュールオーテックGT-R&カルソニックインパルGT-R（両方ともR35）
- QSRS07 ワンマットサーキットセット2
ザナヴィニスモGT-R（R35）(C/D)

バンドは前者がA/B、後者がC/D

### ハイパフォーマンスセット（QSHシリーズ）
スターターセットに加え、性能アップパーツが付属している。なお、性能アップパーツはすべての車種に装着可能。
- QSH01 コルベットC3 （C/D）- ハイスピードギアユニット付属
- QSH02 スカイラインGT-R（KPGC10）レーシング仕様 （A/B） スピンタイヤユニット付属
- QSH03 リーボックスカイライン（R32)　(C/D)  ハイスピードモーター付属
- QSH04 RX-7パトロールカー（千葉県警） （A/B） ハイスピードギア付属
- QSH05 スプリンタートレノ（AE86）　(C/D) スピンタイヤユニット付属
- QSH06 ニッサンGT-R（R35） （A/B） スピンタイヤユニット付属
- QSH07 ランサーエボリューションX　(C/D) スピンタイヤユニット付属
- QSH08 Yellow Hat YMS TOMICA GT-R（R35）（A/B） スピンタイヤユニット付属

※「ハイスピードギア」は、モーターのギアを調整してスピードが上がり、「ハイスピードモーター」は、モーターの回転数を上げることでスピードが上がる。

※「スピンタイヤユニット」にはパイロンが4つセットされていたが、『QSH06　ニッサンGT-R』以降のセットにはパイロンは同梱されていない。

### タミヤとのコラボレーション
タミヤのRCカーとQステアが合体。第1弾は2007年11月に発売。なお、品番はQSではなくTSである。
車体の電源は従来のボタン電池式から、コントローラー側の乾電池を使って充電するニッケル・カドミウム蓄電池に変更された。50秒で充電し、約2分の走行が可能となっている。
シャーシの最大の特徴はこの電源の変更のほか、前輪と後輪にそれぞれサスペンション構造があり、またタイヤも「タミヤRCオフロードカー」の特徴的な大きな凹凸のあるものに変更されている。ただし精密機械なのでオフロードでの走行は避けたほうが無難で、卓上や床の上に様々な物を置いて障害とするような遊び方に向く。
コントローラーは単4乾電池3本を電源とし、左側にカバーに覆われた充電端子を備え、扱いやすさを考慮し従来のQステアよりやや大型化された。なおコントロール用の赤外線信号自体は従来Qステアと共通なので、コントローラーと車体のバンド設定さえ合わせれば、どちらのコントローラーでも相互に利用可能である。
通常のQステアが、A/BバンドまたはC/Dバンドに切り替えが可能なのに対し、タミヤRCバギーシリーズはバンドが固定である。
- TS01 マイティフロッグ　Aバンド
- TS02 グラスホッパー　Bバンド
- TS03 ホーネット　Cバンド
- TS04 ホットショット　Dバンド
- TS05 アバンテ　Aバンド
- TS06 ブーメラン　Bバンド

### カーズとのコラボレーション
ディズニーとピクサー製作の車映画・カーズとコラボ。品番にPが付く。
- QSP01 ライトニング・マックイーン
- QSP02 ライトニング・マックイーン（ダイナコバージョン）

### 任天堂とのコラボレーション
任天堂のマリオカートWiiとコラボレーション。なお、障害物はパイロンではなく甲羅やバナナになっている。また、ドリフト走行を再現するため、全ての製品にスピンタイヤユニットが付属している。ちなみに、品番はMSである。
- MS01 マリオ
- MS02 ルイージ
- MS03 ヨッシー
- MS04 クッパ